# Ginnekensche Tramweg Maatschappij
Ginnekensche Tramweg Maatschappij (GiTM) is een vroegere vervoersmaatschappij uit het voormalige dorp Ginneken ten zuiden van Breda.

## Geschiedenis
In 1883 werd de Ginnekensche Tramweg Maatschappij opgericht en had een paardentramlijn naar Breda.
Het rollend materieel werd betrokken van de Koninklijke Nederlandsche Fabriek van Rijtuigen en Tramwegrijtuigen (NFRT) uit Rijswijk.
In 1888 vroeg de Ginnekensche Tramweg Maatschappij concessie voor de ponytramlijn tussen de Ginnekenmarkt en Hotel Mastbosch. Een rit kostte 5 cent.
Ernest de Bruyne begon in 1899 een tramlijn vanaf het Station Breda naar de uitspanning 'Mastbosch' (het latere hotel Mastbosch) in het Mastbos. De Tram Breda-Mastbosch startte op 3 juli 1901. De tram mocht niet in het Ginneken rijden. Door deze tweede lijn was er concurrentie met de GiTM.

De Bredase tram sloeg aan het begin van de Ginnekenweg rechtsaf en reed via de Boulevard Breda (de latere Baronielaan). Het werd de Baronielaantram genoemd. In 1903 werd deze lijn overgenomen door de gemeente Breda en ging Tramweg Maatschappij Breda-Mastbosch N.V.(TBM) heten.
In de Eindstraat en de Ginnekenstraat was het te smal om er twee tramlijnen naast elkaar te kunnen laten rijden. In de Nieuwe Ginnekenstraat en de Wilhelminastraat liepen de twee naast elkaar.
De dienstregelingen van beide bedrijven waren gelijk. Er waren circa 59 ritten vice versa per dag met een gelijktijdig vertrek vanaf het Bredase station.
Op 29 mei 1903 werd de lijn Ginneken naar Ulvenhout door de Ginnekensche Tramweg Maatschappij begonnen.
Jarenlang was er concurrentie tussen de twee maatschappijen. Het collega van burgemeester en wethouders van Breda wilde de exploitatie van de paardentram in 1919 in gemeentelijk beheer hebben. Er volgde een staking. De Bredase tram werd voor ƒ 41.000 aan de gemeente Breda verkocht en de Ginnekense tram voor ƒ 11.000. Op 2 juni 1920 werd de concessie aan Breda verleend.
In 1929 kwam het einde aan de paardentram. Er kwam een nieuwe vervoersmogelijkheid met de omnibus (later de B.B.A.) met lijn 3 naar het Ginneken.

## Traject

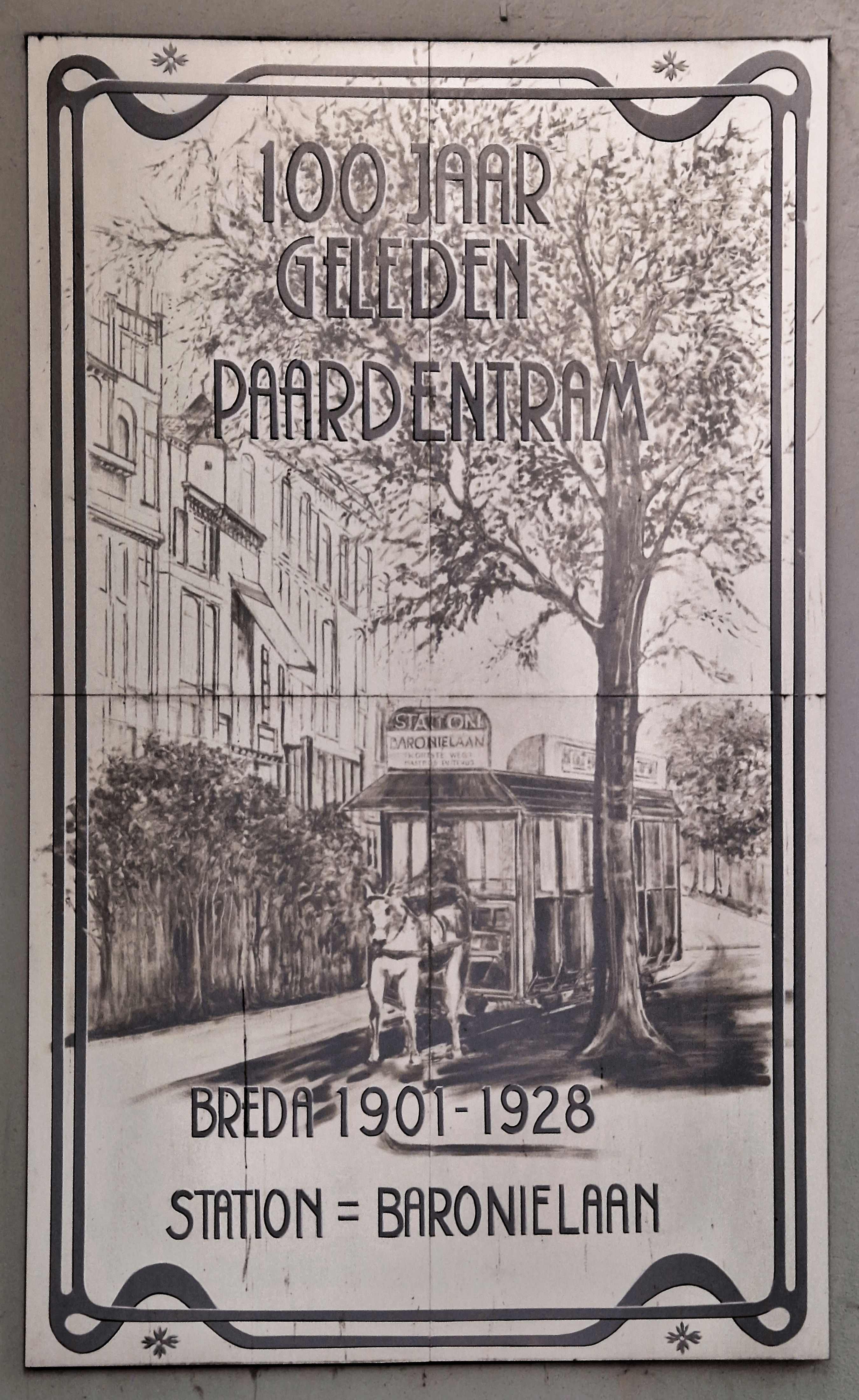
De Tram Breda-Mastbosch liep langs de Baronielaan.

### Ginneken naar Breda
Het traject ging van de Raadhuisstraat, Ginnekenmarkt, Ginnekenweg, Wilhelminastraat, Nieuwe Ginnekenstraat, Van Coothplein, Ginnekenstraat, Houtmarkt, Halstraat, Grote Markt (Breda), Veemarktstraat, Boschstraat, Korte Boschstraat, Sophiastraat, Willemstraat naar het Stationsplein van Station Breda.

De route door de Houtmarkt en Halstraat werden omgelegd via de Eindstraat en de Ridderstraat.

### Breda naar het Mastbos
De route was vanaf Station Breda, Nieuwe Prinsenkade, Gasstraat, Vismarktstraat, Ginnekenstraat, Van Coothplein, Nieuwe Ginnekenstraat, Wilhelminastraat, Baronielaan tot aan de uitspanning Mastbosch.

### Ginneken naar Ulvenhout
De rit van het Ginneken naar Ulvenhout duurde vijftien minuten. Het traject begon over een enkelspoor aan het begin van de Ulvenhoutselaan bij de toenmalige smederij van Harrie Sloekers. Aan de oostkant van de Ulvenhoutselaan langs het Laurensziekenhuis ging die tot vóór de Sint-Laurentiuskerk in de Dorpstraat in Ulvenhout. De lijn werd ook doorgetrokken tot aan de uitspanning De Roskam.
De dienstregeling was om het kwartier.

### Ginneken naar het Mastbos
De route van de ponytramlijn met een smaller spoor (600mm) en kleinere rijtuigen, de kortste van Nederland, ging vanaf de Ginnekenmarkt, Burgstraat en Boschlaan (de huidige Duivelsbruglaan) tot aan het Ginnekenhek de ingang van het Mastbos bij het voormalige Hotel Mastbosch bij de Burgemeester Kertenslaan. Deze lijn bestond van 1889 tot 1917.